# Kōji Mitsui
Kōji Mitsui (三井弘次, Mitsui Kōji), né le 6 mars 1910 dans le quartier de Nishitobe-chō à Yokohama et mort le 20 avril 1979 à Kamakura, est un acteur japonais. Son vrai nom est Hikohide Mitsui (三井日子秀, Mitsui Hikohide), il a aussi utilisé le nom de scène Hideo Mitsui (三井弘次, Mitsui Hideo).

## Biographie

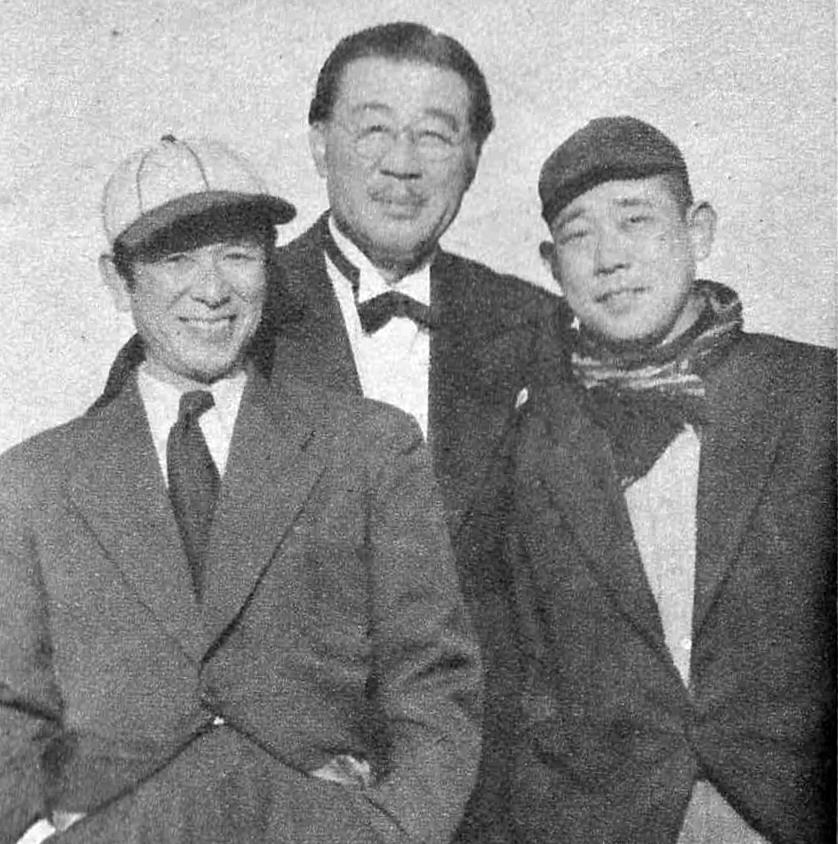
De g. à d. : Kōji Mitsui, Dekao Yokoo et Taiji Tonoyama en 1950.

Kōji Mitsui est encore étudiant lorsqu'il entre à 16 ans aux studios Kamata de la Shōchiku en 1925, il fait sa première apparition en tant qu'acteur en 1926 dans Natsukashi no Kamata de Kiyohiko Ushihara sous le nom de scène de Hideo Mitsui. Il se fait connaître dans Hatsukoi to yotamono (1932) de Hiromasa Nomura. Après guerre, il tourne notamment à sept reprises dans des films d'Akira Kurosawa.
Kōji Mitsui a tourné dans près de 150 films entre 1926 et 1975.

## Filmographie sélective
- 1926 : Natsukashi no Kamata (懐かしの蒲田?) de Kiyohiko Ushihara
- 1932 : Hatsukoi to yotamono (初恋と与太者?) de Hiromasa Nomura
- 1933 : Femmes et Voyous (非常線の女, Hijosen no onna?) de Yasujirō Ozu : Hiroshi
- 1934 : L'Amour d'une mère (母を恋はずや, Haha o kowazuya?) de Yasujirō Ozu
- 1938 : Les Enfants du soleil (太陽の子, Taiyō no ko?) de Yutaka Abe
- 1942 : Il était un père (父ありき, Chichi ariki?) de Yasujirō Ozu
- 1934 : Histoire d'herbes flottantes (浮草物語, Ukikusa monogatari?) de Yasujirō Ozu : Shinkichi
- 1945 : Le Chant de la victoire (必勝歌, Hisshō ka?) de Kenji Mizoguchi, Masahiro Makino, Hiroshi Shimizu et Tomotaka Tasaka : Kawanishi
- 1950 : Scandale (醜聞, Shubun?) d'Akira Kurosawa
- 1950 : Les Cloches de Nagasaki (長崎の鐘, Nagasaki no kane?) de Hideo Ōba : Yamashita
- 1951 : Le Palanquin mystérieux (おぼろ駕籠, Oborokago?) de Daisuke Itō
- 1951 : Carmen revient au pays (カルメン故郷に帰る, Karumen kokyō ni kaeru?) de Keisuke Kinoshita : Oka
- 1953 : Lettre d'amour (恋文, Koibumi?) de Kinuyo Tanaka
- 1956 : Printemps précoce (早春, Sōshun?) de Yasujirō Ozu : Hirayama
- 1957 : Les Bas-fonds (どん底, Donzoko?) d'Akira Kurosawa
- 1957 : Le Quartier des fous (気違い部落, Kichigai buraku?) de Minoru Shibuya : Sukeo Aoki
- 1957 : La Ligue des vertueux (正義派, Seigiha?) de Minoru Shibuya
- 1958 : La Lumière des lucioles (螢火, Hotarubi?) de Heinosuke Gosho
- 1958 : La Forteresse cachée (隠し砦の三悪人, Kakushi toride no san-akunin?) d'Akira Kurosawa : un garde
- 1960 : Les salauds dorment en paix (悪い奴ほどよく眠る, Warui yatsu hodo yoku nemuru?) d'Akira Kurosawa
- 1963 : Entre le ciel et l'enfer (天国と地獄, Tengoku to jigoku?) d'Akira Kurosawa
- 1964 : La Femme des sables (砂の女, Suna no onna?) de Hiroshi Teshigahara
- 1965 : Le Détroit de la faim (飢餓海峡, Kiga kaikyō?) de Tomu Uchida : Motojima
- 1965 : Barberousse (赤ひげ, Akahige?) d'Akira Kurosawa : Heikichi
- 1967 : Le Jour le plus long du Japon (日本のいちばん長い日, Nippon no ichiban nagai hi?) de Kihachi Okamoto
- 1968 : Premier amour, version infernale (初恋・地獄篇, Hatsukoi jigokuhen?) de Susumu Hani : M. Otagaki
- 1970 : Dodes'kaden (どですかでん, Dodesukaden?) d'Akira Kurosawa

## Doublage
- 1933 : Dans le monde du pouvoir et des femmes (力と女の世の中, Chikara to onna no yo no naka?) de Kenzō Masaoka : Jirō

## Distinctions

### Récompenses
- Prix Blue Ribbon 1958 : meilleur acteur dans un second rôle pour Le Quartier des fous et Les Bas-fonds[5]
- Prix Mainichi 1958 : meilleur acteur dans un second rôle pour Le Quartier des fous, La Ligue des vertueux et Les Bas-fonds[6]